# 偉大なる、しゅららぼん
『偉大なる、しゅららぼん』（いだいなる しゅららぼん、英題：The Great Shu Ra Ra Boom） は、日本の作家・万城目学の小説。『小説すばる』2010年5月号から2011年4月号まで連載され、同年4月に刊行された。パワースポットである滋賀県の琵琶湖を舞台に、「湖の民」としての力を持った一族同士の対決の末、未曾有の災害に立ち向かう物語。作者はこの作品で「上手くなると、どうしても乱暴な側面がどんどん消えていってしまい、それが何となくよくない」と考え、デビュー時の作風に立ち返り、「文章にしても構成にしてもちょっと荒っぽく、そんなにきちきち決めずにやってみよう」という思いで書かれた作品となっている。
『ジャンプ改』にて関口太郎作画により漫画化され、2014年に実写映画化された。
2013年12月に英訳電子書籍The Great Shu Ra Ra Boom （翻訳：内村ウェンディ）が集英社のレーベル「Shueisha English Edition」より刊行された。

## あらすじ
滋賀県湖西地方に住んでいた日出涼介は、「湖の民」としての力を与えられた者として修行をするため、湖東地方にある城下町石走にある石走高校に入学、日出本家で過ごすことになった。日出本家の跡継ぎで変わり者の淡十郎と同じ赤い制服を着させられ、本丸御殿から源治郎の舟で学校に通い、白馬を乗り回す清子に振り回される。さらに同じクラスの棗広海には入学初日に突然殴りつけられる。日出家と棗家は琵琶湖のご神水によって特殊な「力」をもつ一族、1000年にもわたり、琵琶湖を舞台にいがみあっていた因縁の関係だったのだ。
涼介は師匠となった藤宮濤子と不念堂で修行をはじめる。しかし淡十郎は入堂を拒否していた。ゴールデンウィーク最終日、濤子は涼介と淡十郎を連れて、源治郎が操縦するクルーザーで竹生島へ行く。二人はここで力を授かるためのご神水を飲む。
淡十郎は校長の娘で同じクラスの速瀬に恋をする。わざわざ美術部にまで入って近づこうとするが、彼女が好きだったのはよりにもよって棗広海だった。恋破れた淡十郎は怒りのあまり、棗広海を、そして棗家を石走から追い出すことを決める。
そんな中、速瀬義治校長は日出家と棗家に石走から出ていくよう要求、日出淡九郎、棗永海、潮音が時を止められ動けなくなってしまう。猶予期間は3日。濤子たち日出一族はマキノの別荘に集まり、涼介と清子・淡十郎姉弟が城に残される。
棗広海からショックを受けている母の記憶を消してほしいと頼まれた涼介は濤子に相談、ひきこもりの清子が馬に乗って棗家へ向かう。そこへ速瀬校長が現れ、棗の母にまで術をかけようとした途端、涼介の耳に轟音が鳴り響き池から水柱が高く上がる。轟音に倒れた涼介たちを前になぜか淡十郎だけが平然としていた。実は淡十郎は力を得るご神水を飲んでおらず、力を持っていないことを告白。
石走を去る期限の前日、棗広海は実家を出て城に泊まる。翌朝、淡十郎は登校、清子は涼介と棗広海を琵琶湖畔に呼び出し、お互いの力を同時にぶつけあう「しゅららぼん」をやらせる。すさまじい轟音にのたうちまわる3人の前に水柱が上がり、湖面が2つに割れ、竹生島までの道ができる。涼介と棗広海は清子の馬で湖底を駆け、竹生島のそばで「ご神水」をくんで戻る。
淡十郎が速瀬校長と娘を連れて帰宅する。清子は隙をついて校長の心に入り眠らせることに成功するが、校長に「力」がないことが判明。隠れていた源治郎を探し出した清子は術で止められてしまう。源治郎は竹生島で淡十郎からもらったご神水を飲んだあと、過去の記憶と強力な力がよみがえっていた。そして記憶を奪った師匠と先代淡八郎を恨み、校長を操って日出家と棗家を追い出そうとしたのだ。淡十郎は涼介が持ち帰ったご神水を飲み、雷鳴響く中、源治郎を説得しようとする。突然真っ暗な空から巨大なものが降下し源治郎を連れ去ってしまう。淡十郎は、ご神水を飲んだあと「あれの声」が聞こえるようになり「去るべし」と答えたからだと言う。家族を元に戻す方法をなくし泣き崩れる淡十郎に、棗広海は棗家に伝わる秘術を使って全てを元に戻すと決める。しかしそれは棗家がこの世から消える術でもあった。
すさまじい轟音がおさまると、涼介と淡十郎は入学式の日に戻っていた。クラス名簿に棗広海の名はなく、棗家の道場も存在しなくなっていた。清子は他人の頭の中身が勝手に聞こえる現象がなくなる。源治郎は清子によって力以外の記憶を修復され、秋田にいたころの懐かしい思い出を話すようになった。竹生島の儀式で淡十郎はご神水を飲まずに捨てる。涼介と淡十郎のクラスに転校生がやってくるところで物語は幕を閉じる。

## 主な登場人物

### 日出家（ひのでけ）
石走城に現在も住居を構えている一族。近江商人の活躍時期に乗じて、本家当主の淡九郎がトップに立つ日出グループは莫大な富と権力を意のままに、石走を支配している。一族に子供が生まれると、生後3日目に湖の民としての能力があるかどうか調べられる。能力があると判明した場合、10歳の誕生日に琵琶湖のご神水をいただくことで相手の心に入り込み、その精神を自由自在に操れる「力」を与えられる。しかし「力」を持つ者に対しては「力」を使う事ができない。この「力」を発動させると、棗家の「力」を持つ人間には「しゅららら」という大音量の吐き気がする音が聞こえてしまう。
日出涼介（ひので りょうすけ）
本作の主人公兼語り部。湖西地方に住んでいたが、「湖の民」としての力を与えられた者として高校入学と同時に石走城の日出本家に下宿し、不念堂と呼ばれる場所で修行をすることとなる。
生まれながらにして「涼介」という名前や修行が決まっていたため、石走高校へはおじにあたる淡九郎が裏で手を回して（推薦と言っているが、裏口に近い形で）入学した。しかし、「力」を与えられたということが信じられず、そのストレスから小学生時代からホラを吹くことが癖になっていた。そのため、男子生徒からは人気があったが、女子生徒の人気はなかったという。修行をしながらも「力」を根こそぎ失うことを望んでいる。清子からは「浩介の弟」と呼ばれている。
日出淡十郎（ひので たんじゅうろう）
日出本家の跡継ぎ。生まれながらにして殿様のような性格（ナチュラルボーンな殿様）。赤い色を好み、校則にない赤い制服を着て登校する。やることなすことが現実離れしている。絵を描くことや陶芸が趣味で美しいものを愛でる。
ぽっちゃりした体型だが、「デブ」または名字をもじった「ひでぶ」とけなしたが最後、バスケットのポストに磔にされた挙句に、取り付けられた蜂の餌食になるなどの仕返しが待っている。
10歳のご神水の儀式では、清子に頼んで立会いの大人たちの記憶を書き換えさせて飲まずにすませた。ご神水を飲まない理由は「世界を見る目が変わってしまう。自然じゃない。美しくない。」から。清子からは「ブタん十郎」と陰で呼ばれているが当人の前では絶対に呼ばない。
日出清子（ひので きよこ）
淡十郎の姉。23歳。白い馬に乗って城内を走り回るのが日課。一族で師匠に次いで強い「力」の持ち主であるがゆえに他人の心の声が聞こえてしまい、そのために3年前から城の外へ出たことが無い「ひきこもり」。彼女は「力」を持つ人間に対しても「力」を使う事ができる。また偽の記憶を植えつけたり、封じられた記憶を戻すこともできる。
淡十郎とは体型やしゃべり方が似ている。いつも長袖Tシャツにジャージパンツ姿で喫煙者。浩介は「グレート清子」「見たことがない性格の悪い女」と評している。師匠からは「龍と話せる女」、濤子には「キヨティー」と呼ばれ、淡十郎は「清コング」と陰で呼んでいる。
藤宮濤子（ふじみや とうこ）
既婚者なので苗字は違うが日出一族。夫が単身赴任中で淡九郎に頼まれて本家に戻っている。180cm近い長身。29歳。花粉症持ちでマスクが欠かせない。いつもパタパタ動いているため、修行の際に師匠に付けられたあだ名は「パタ子」。清子からはさらに「パティー」と呼ばれている。
本家に戻ってきたのは涼介の入学準備の手伝いの他に、ひきこもりの清子をケアするため。のちに60年ぶりに先代の師匠に代わり、涼介の師範を務める。
日出淡九郎（ひので たんくろう）
淡十郎と清子の父。日出家の当主にして日出グループ総裁。実力者で涼介の高校進学を根回しする一方、棗を入学させないような手をうっていた。
日出浩介（ひので こうすけ）
涼介の兄で清子の同級生。清子程ではないが「力」は強い。琵琶湖を逆さ読みした「KOWABY（コワビー）」のステージネームで有名なマジシャンとなっている。ステージネームと決めポーズは師匠が決めたもの。仕事のため東京に住んでいるが、「力」を充填するために2か月に1回帰省している。
日出洋介（ひので ようすけ）
涼介の父。高校卒業後は日出グループに属さず村役場に就職したため、力とは無縁の社会生活を送っている。
日出幸恵（ひので さちえ）
淡十郎たちの母。韓流ドラマのファンで、撮影をずっと見るため、涼介の入学手続きをアッサリ忘れて、師匠とともに渡韓する。
師匠<仮称>
本名不明。90歳超。60年以上、不念堂での師範を一人で務め上げた生ける伝説のような人物であり、日出一族で最強の力の持ち主。そのため日出グループで活躍する人は全員弟子である。「不念堂での師匠と弟子の関係は一生物」という掟があるため、実質的には日出一族のトップである。しかしビジネスの点で日出グループに関わってはいない。幸恵と同じく韓流ドラマのファンで一緒に韓国へ行ってしまったため、日本に不在。
日出淡八郎（ひので たんぱちろう）
淡十郎たちの祖父で日出グループ前総裁。涼介が小学生の時に死去。
源治郎（げんじろう）
通称「源爺」。日出家に50年間仕え、淡十郎と涼介を舟で送り迎えするほか、庭仕事などをしている。一級小型船舶の免許を持っている。実は湖の民を両親に持つ「二度づけ」であり、淡八郎が八郎潟から連れてきたが、日出家で力を暴発させたため、師匠によって過去の記憶を封じられていた。

### 棗家（なつめけ）
日出家の因縁の相手。江戸時代から「竹生島流剣術」を教えている。かつては各地に分家を持っていたが淡九郎があの手この手で県外に追い出したため、現在は石走本家にしか「力」を持つ者がいない。琵琶湖のご神水の力により、相手の動きを自由自在に操ることや、時間を操る「力」を持つことができる。ただしこの「力」を発動させると日出家の「力」を持つ人間には「ぼぼぼぼん」という大音量の騒音が聞こえる。
棗広海（なつめ ひろみ）
棗道場の長男。長身のイケメンで他のクラスからも彼目当てに顔をのぞかせる生徒がいる。眉間に垂れた前髪を鬱陶しがるふりをして実は大切にしている。
普段は寡黙で、話をぶった切っていきなり結論に持っていく癖がある。涼介とは犬猿の仲であったが、両家の危機を救うため協力しあう。
力を持つ者の存在を感じとることができる。
棗永海（なつめ ながみ）
広海の父。棗道場の当主で一族を追い出した日出家を強く恨んでいる。非常に頑固な性格。
棗潮音（なつめ しおね）
広海の妹。長身で涼介が魅かれるほどの美人で、広海によく似ている。中学三年生。
棗（なつめ）<母>
広海たちの母。名前は不明。夫と娘が速瀬校長に術をかけられパニックになったが、清子の記憶操作で福井の実家に帰る。

### 石走高校（いわばしりこうこう）
日出涼介、日出淡十郎、棗広海が通う高校。学力のレベルはそこそこ高い普通の学校だが、なぜかガラの悪いヤンキーも多い。
速瀬 義治（はやせ よしはる）
石走高校校長。前校長の急病のためこの春に赴任。長身の元ラガーマンで「イケメン校長」と噂される。
石走城藩主・速瀬家の末裔。石走の駅前ロータリーには初代藩主の像がある。強力な力を使いこなし日出・棗両家も手を出せなかったが、湖の民ではない。
速瀬（はやせ）<娘>
速瀬校長の娘。名前は不明だが、さんずいのついた漢字は使われていない。涼介たちのクラスメイト。大柄で涼介より背が高いが、声は小さい。口調は辛辣。
美術部に所属。絵を見た淡十郎は「本物」「美しい」と絶賛、恋するが、その前で意中の相手が棗広海であることを涼介に話した。
漫画版では「絵美里（えみり）」、映画版では「沙月（さつき）」という下の名前が設定されている。
倉知（くらち）
中学生時に読者モデル経験のある女生徒。棗に気がある。速瀬の恋のライバル。
葛西（かさい）
細眉の不良少年。入学式当日、涼介たちにすごみをきかせるなど絡んできたが、日出一族であることを知ってからはフレンドリーに接してくる。

## 用語解説
石走（いわばしり）
本作品の主な舞台となる架空の町。湖東の琵琶湖畔、もと石走藩の城下町。地名は近江の枕詞「石走る」に由来する。
湖の民（みずうみのたみ）
琵琶湖付近に暮らす超能力者の一族。一族は「日出家」と「棗家」に分かれる。双方とも、琵琶湖から離れると急激に力を失ってしまうため、琵琶湖の側を離れられないという特徴がある。「力」を持つ一族の人間には、名前に「さんずい」のついた漢字を入れる。「力」には「力」で対抗した結果、発された騒音によって互いの企みが頓挫するため、互いの足を引っ張り合う消極的な戦いを繰り広げてきた。
昔は日本中の湖に「湖の民」が存在し、戦後間もない頃でも洞爺湖や宍道湖などに少し残っていた。しかし現在は琵琶湖以外の湖は力を失ってしまい、「湖の民」も自然消滅してしまっている。
不念堂
石走城の敷地内にある修行堂。日出家の力を持つ若者が師匠のもとで修行する。周囲が杉林なので、花粉症の濤子はマスクにゴーグルをつけて移動し、堂内では空気清浄機をつけている。濤子の修行時代は常に10人ほどの若者がいたが、現在は涼介一人である。
ご神水
琵琶湖の水から作られた、「力」を引き出す水。力がまだ不完全な人間に効き目があるが、既に力がある人間や普通の人間には効果がない。作り方を知っているのは師匠だけである。
二度づけ禁止
湖の民のタブー。力を持つ者同士は結婚してはならないという掟。これは生まれてくる子にどのような影響があるかわからないため。力を持つ者には「さんずい」のついた名前がつけられるが、「二度づけ」つまり源治郎のようにさんずいの漢字を重ねて名づけることはない。

## 書誌情報
- 単行本（2011年4月26日発売、集英社）ISBN 978-4-08-771399-2
- 文庫本（2013年12月13日発売、集英社文庫）ISBN 978-4-08-745142-9

## 漫画版
関口太郎により漫画化され、青年漫画雑誌『ジャンプ改』にてVol.9（2012年3月発売号）より2014年2月号まで連載された。単行本は全4巻。内容は原作をほぼ忠実に再現している。

### 単行本
- 万城目学（原作）・関口太郎（作画） 『偉大なる、しゅららぼん』 集英社〈ヤングジャンプコミックス〉、全4巻
  1. （2012年9月10日発売[6]）、ISBN 978-4-08-879427-3
  2. （2013年4月10日発売[7]）、ISBN 978-4-08-879545-4
  3. （2014年1月10日発売[8]）、ISBN 978-4-08-879678-9
  4. （2014年2月10日発売[9]）、ISBN 978-4-08-879765-6

## 映画版
東映とアスミック・エースの共同配給で、日本では2014年3月8日に全国公開された。濱田岳と岡田将生のダブル主演で、監督は水落豊。

### 製作
2013年4月4日よりクランクインし、約1か月の期間近江兄弟社中学校・高等学校 、滋賀大学、竹生島、彦根城など、琵琶湖周辺を中心に滋賀県オールロケで撮影が行われる。初日には彦根城でクランクイン会見が行われ、主演の2名に加え滋賀県知事・嘉田由紀子、長浜市長・藤井勇治、彦根市長・獅山向洋（いずれも当時）と彦根市のマスコットキャラクター・ひこにゃんが同席し、県による応援をしている。

### 封切り
日本では丸の内TOEI1他全国202スクリーンで公開され、全国映画動員ランキングで7位に初登場。公開初週の土日2日間の成績は動員4万3,863人、興収5,807万9,000円だった。

### 備考
- 主演の濱田と岡田は過去に『鴨川ホルモー』、『プリンセス トヨトミ』でそれぞれ万城目作品に出演経験がある[14]。また、『プリンセス トヨトミ』も彦根城でクランクインしている。
- コンセプトとしては「パワースポット・アドベンチャー」と称されている。

### キャスト
- 日出淡十郎 - 濱田岳
- 日出涼介 - 岡田将生[14]
- 日出清子 - 深田恭子
- 棗広海 - 渡辺大
- 藤宮濤子 - 貫地谷しほり
- 日出淡九郎 - 佐野史郎
- 棗永海 - 髙田延彦
- 日出洋介 - 田口浩正
- 速水沙月 - 大野いと
- 棗潮音 - 柏木ひなた（私立恵比寿中学）
- 葛西 - 小柳友
- 棗の母 - 森若香織（GO-BANG'S）
- 向井教頭 - 三又又三
- 日出淡八郎 - 津川雅彦
- 源治郎 - 笹野高史
- 速水義治 - 村上弘明
- 通行人 - 浜村淳[注 1]
- 男子生徒 - 石井メーデル[15]
- ナレーション - 松平定知

### スタッフ
- 原作 - 万城目学（集英社刊）
- 監督 - 水落豊
- 脚本 - ふじきみつ彦
- 音楽 - 瀬川英史
- 主題歌 - ももいろクローバーZ「堂々平和宣言」
- 撮影 - 明田川大介
- 照明 - 府川秀之
- 録音 - 松本昇和
- 美術 - 原田恭明
- 装飾 - 沢下和好
- 編集 - 鈴木真一
- 助監督 - 窪田祐介
- 製作担当 - 星野友紀
- 音響効果 - 柴崎憲治
- 整音 - 小林喬
- 水面シーンVFXスーパーバイザー - 藤田竜士
- VFX・CG - VISUALMAN TOKYO、シネグリーオ、アニマロイド、アンダーグラフ、日本映像クリエイティブ、マリンポスト
- ロケ協力 - 滋賀ロケーションオフィス、彦根観光協会、長浜観光協会、滋賀県、彦根市、彦根城、長浜市、近江八幡市　ほか
- ポスプロ - 東映デジタルセンター
- スタジオ - 東映東京撮影所
- エグゼクティブプロデューサー - 豊島雅郎、白倉伸一郎
- アソシエイトプロデューサー - 高橋雅奈、森田大児
- 企画・プロデュース - 山田雅子
- 企画・制作プロダクション - アスミック・エース
- 配給 - 東映、アスミック・エース
- 製作 - 映画『偉大なる、しゅららぼん』製作委員会（アスミック・エース、東映、木下グループ、東映ビデオ、キングレコード、ティー ワイ リミテッド、集英社、博報堂、KDDI、GYAO）